# ラブ・オンライン
LOVE ONLINE（ラブ・オンライン）は、FM AICHIで、月曜～金曜の9:00-13:00（JST）に放送されていたラジオ番組。

## 番組概要
- 2001年4月2日～2007年3月30日放送。
- 番組の愛称はラブオン。
- パーソナリティは、番組開始時から終了までずっと千駄あずさが担当していた。
  - 過去の代打…川崎ゆかり、Roni（共に千駄と同じ事務所サンディ所属DJ）。
- 後番組はハートフル・スタイル。

## 放送時間
- 変遷は以下の通り。

| 年月                                | 月曜～木曜  | 金曜        |
| ----------------------------------- | ----------- | ----------- |
| 2001.4.2～2003.3.27                 | 9:00～12:00 | 未放送      |
| 2003.3.31～2004.3.31                | 9:00～12:00 | 9:00～12:00 |
| 2004.4.1～2006.3.31                 | 9:00～13:00 | 9:00～12:00 |
| 2006.4.3～6.30、2006.9.1～2007.3.30 | 9:00～13:00 | 9:00～13:00 |
| (2006.7.3～8.31)                    | 9:00～12:55 | 9:00～12:55 |

## コーナー
（9時台）
- 9:00　オープニング
- 9:15　FM AICHI Traffic（交通情報）
- 9:20-30　MEITETSU TODAY'S HOROSCOPE <名古屋鉄道・名鉄百貨店>
  - 青山百蘭監修による浮世占いをカウントダウン形式でオンエア。（事前収録）
- 9:40　FM AICHI SHOTGUN NEWS
- 9:45-50　東邦ガス MORNING ESSENCE…生活に関する様々な情報を届ける。
※千駄が以前担当していた「サンデー･プレシャス･モーニング」のスポンサーがそのまま枠移動した形。
  - 月…食にまつわる情報
  - 火…お薦めレシピの紹介（月曜に紹介した食材を使ったレシピが多い）
  - 水…生活役立ち情報
  - 木…ヒーリングミュージック
  - 金…週末行楽情報

（10時台）
- 10:00　今日のプレゼント紹介
- 10:05（金）　Pasco ONE PLATE MENU <Pasco>
  - パンを使ったアイデアレシピの紹介。ちなみに千駄の自宅で収録（アシスタントとしてスタッフ“くろちゃん”も出演）。
- 10:15-20（祝日除く）　FM AICHI ラジオショッピング
- 10:28　FM AICHI Traffic <ナガシマスパーランド>
- 10:30　FM AICHI ○○インフォメーション <スギ薬局>
  - ○○…春期：花粉、夏期：UV（秋・冬期はコーナーが存在しない）
- 10:40-45（月～木）　AEON HAPPY STYLE STREET 
<イオンSC（月）・イオン熱田SC（火）・イオンナゴヤドーム前SC（水）・ベイシティ名古屋みなとSC（木）>
  - イオン各SCから旬の情報を紹介（土曜午前のミニ番組を改題・吸収）。
  - パーソナリティ：鈴木里永、サブパーソナリティ：早川えみ（火）、熊澤知枝（水）、渡辺万弓（木）
- 10:57　今日のイレブン（通称：今日イレ）…11時半過ぎに答えを発表するクイズコーナー。（以下、今日イレの例）
  - 「今日イレダービー」：3曲の中から一番リクエストが多かった曲をオンエアする。
  - 「口笛今日イレ」：千駄が口笛をふいた曲を当てるクイズ。
  - 「縦笛今日イレ」：口笛今日イレのリコーダーバージョン。あまりリコーダーが上手ではないので難しい。
  - 「カズー今日イレ」：口笛今日イレのカズーバージョン。

（11時台）
- 11:00-30　赤坂泰彦のディア・フレンズ…TFMネット。
- 11:30　今日イレ正解発表
- 11:38　FM AICHI Traffic
- 11:42　FM AICHI SHOTGUN NEWS
- 11:45頃　今日のテーマに沿った専門家へ問い合わせ（10時台・12時台の日もある）。

（12時台）
- 12:08　FM AICHI Traffic
- 12:20-38頃　ゲストコーナー（ゲストがいない場合、曲のオンエア）
- 12:43頃-57
  - （月～木）　ランチタイムリクエスト…11:58頃に千駄が発表するテーマに沿ったリクエストをオンエアする。
  - （金）　ザ・ムービー…映画情報
- 12:57　エンディング

## その他・備考
- 2004年まで千駄はずっと休みを取らずにオンエア。2004年からは年一回、休みを取っていた（2006年は取っていない）。
- 2005年、千駄は声を嗄らしてしまい、一日休みを取った。代打は、前番組モーニング・グルーブの内藤聡。その時は、内藤の体型に合わせて、番組名が「デブ・オンライン」とされた。
- 2006年10月の変更点は以下の通り。
  - 毎日テーマを設定して放送。
  - 始まりの挨拶で、「x月x日○曜日、今日の鶴舞・天気は○○、気温は○℃」と言うようになった。
  - AEON HAPPY STYLE STREETの開始。
  - 毎日抽選で一名にプレゼントしていた3000円分のCDギフト券が、10時台に発表される日替わりプレゼントへ変更。
- プレゼント一覧
  - 今日のイレブン…アーティストグッズもしくはFM AICHIオリジナルグッズ（ノベルティ）。
  - ランチタイムリクエスト…CDギフト券1000円分。
  - 10時台プレゼント…CDギフト券3000円分、音楽CDなど。
  - 花…花キューピット（JFTD）から、応募者が依頼した東海3県在住かつ翌月記念日の人へ（月1回）。
- 最終回放送終了後､黄色の薔薇を贈られたようである。